# Нистагъм
Нистагмът (още нистагмус) е неволево движение на очите, осцилация с висока честота (до няколко стотици в минута). Името произлиза от на старогръцки: νυσταγμός, сънливост. Нистагмът е ритмично движение на очните ябълки. Разграничават се физиологичен и патологичен нистагъм.
Физиологичният нистагъм включва тремор и дрейф или малки скокове на окото (например, когато човек гледа бързо движещ се обект).
Патологичният нистагъм може да има много причини. Причини са вродени или придобити слабости на зрението, но като цяло са пораженията на моста на мозъка, лабиринта, малкия мозък, продълговатия мозък, хипофизата; отравяния, лекарства или наркотици.
Треморът бива хоризонтален, вертикален и въртене, като води до следните видове нистагъм: махалообразен, точковиден, смесен.